# 蛇夫座V2112
蛇夫座V2112，又名BD+06 3386，HD 156697、SAO 122270、HR 6434，是蛇夫座的一颗恒星，视星等为6.51，位于銀經27.69，銀緯23.34，其B1900.0坐标为赤經17h 13m 59.4s，赤緯+6° 23.34′ 26″。